# Колоња-Караверио (Леко)
Колоња-Караверио је насеље у Италији у округу Леко, региону Ломбардија.
Према процени из 2011. у насељу је живело 1592 становника. Насеље се налази на надморској висини од 306 м.